# Literatura castellana medieval
La literatura castellana medieval comprèn tots els textos de ficció i no ficció escrits en castellà a l'edat mitjana (des del naixement de la llengua espanyola fins al segle xiv inclòs, ja que el segle xv es considera com pertanyent al Prerenaixement). Aquests textos conviuen amb altres escrits fonamentalment en llatí. A part dels tres gèneres tradicionals de prosa o narrativa, lírica o teatre, en aquesta època cal considerar com a gèneres independents els anomenats mesters, compostos per joglars i religiosos però amb tècniques semblants.

## El mester de joglaria
El mester de joglaria agrupa les composicions que cantaven els joglars de poble en poble i també a la cort. Es tractava de llargs poemes de caràcter èpic, essent el gènere majoritari la cançó de gesta, on es narren les proeses en la guerra de cavallers famosos. Aquests textos de caràcter oral van ser compilats posteriorment però molts d'ells es conserven només de manera fragamentària.
S'estableixen tres etapes diferenciades en aquestes cançons: el període de formació (del segle VIII al 1140) comprèn els poemes breus sobre els nobles castellans i les lluites de les diferents dinasties per assolir l'hegemonia; el període d'esplendor (1140-1236), on abunden els poemes inspirats en la Matèria de França (que influirà també en l'estil) i per acabar, el període de decadència, en el qual es barreja l'èpica amb el mester de clerecia i la historiografia realista. Els temes principals, doncs, són les lluites dels herois crisitans durant la Reconquesta, tant per expulsar els musulmans com per garantir-se l'estabilitat al tron. Tots els textos tenen una base històrica real, però estan transformats i predomina la hipèrbole.
L'estil de l'èpica medieval beu de l'oralitat. Abunden les llicències mètriques, els recursos mnemotècnics i les repeticions, les apel·lacions a l'audiència (en favor de la qual es transformaven segons quins passatges d'èxit), els epítets, el recurs a expressions emfàtiques i una rima assonant puntuada per la música. Les cançons de gesta són anònimes, es van construint col·lectivament a base de recitacions públiques sobre un text base.
L'obra més important del gènere és el Cantar de Mio Cid, del qual van partir diversos poemes independents recreant les gestes del cavaller Rodrigo Díaz de Vivar, com ara el [Cantar de las Mocedades de Rodrigo. Altres textos rellevants són: el Cantar de Roncesvalles, el Cantar de los siete infantes de Lara, el Cantar de Fernán González i el Poema de Bernardo del Carpio.

## El Mester de Clerecia
El mester de clerecia s'estableix com a gènere culte escrit per monjos i religiosos, els quals sovint signen els seus textos. Prenen els recursos de la retòrica clàssica i algunes tècniques dels joglars per transmetre d'una manera més efectiva els temes doctrinals i morals. S'escriu en vers de rima consonant amb estructura de quaderna via, amb abundància de recursos literaris, ja que van dirigits a persones que saben llegir o que poden apreciar-los en sentir-los.
El Libro de Apolonio narra les gestes d'un heroi per assolir la salvació. S'allunya doncs de l'èpica tradcional on l'èxit es mesura per les conquestes. En una línia similar se situa el Llibre d'Aleixandre, inspirat en Alexandre Magne. Aquestes obres tenen una clara influència de la literatura clàssica grecollatina pel que fa als temes i a l'estil.
En un altre grup s'han de situar les composicions de l'hagiografia, com les vides de sants o els reculls de miracles de Gonzalo de Berceo, entre els quals destaca Los Milagros de Nuestra Señora. Aquí els herois han estat totalment substituïts per religiosos, abandonant els models èpics. Els protagonistes són els personatges majors del catolicisme o bé els sants locals. Els debats teològics es poden inscriure en aquesta branca, si bé usen una altra mètrica i per això alguns autors prefereixen no incloure'ls dins el mester.
El Libro de buen amor es considera alhora la millor obra del mester de clerecia i la que marca la seva fi com a gènere clàssic, ja que constitueix una paròdia dels seus principis. Narra les diferències entre el bon amor i el mal amor (identificat amb la sexualitat), amb passatges on predomina l'al·legoria, la sàtira i la interpolació d'històries narratives per complaure al lector. L'afany pedagògic propi de la clerecia es remarca al pròleg però després hi ha fragments que ho desmenteixen en lloar de manera indirecta els vicis.

## La prosa

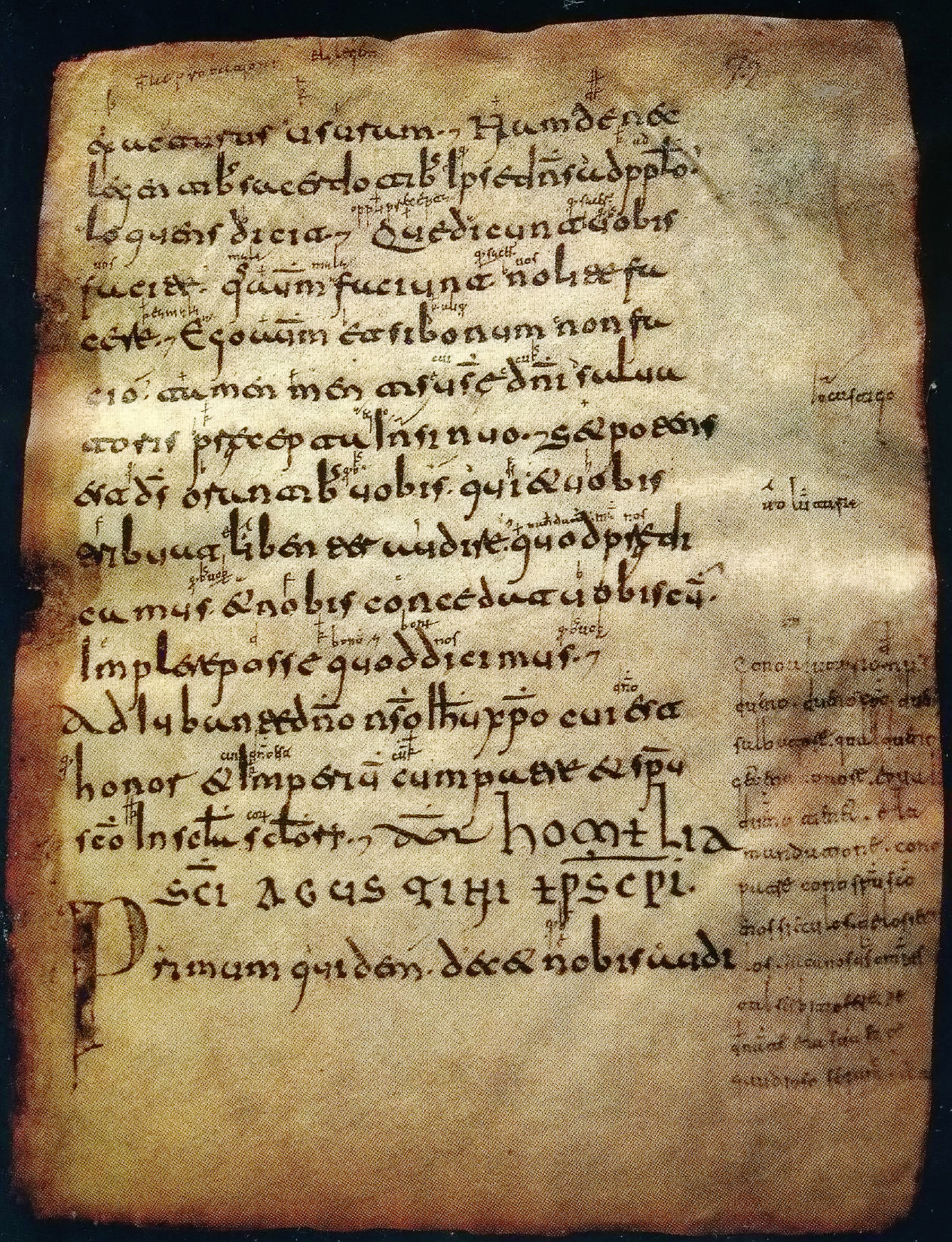
Pàgina 72 del Códice Emilianense 60 (glosas Emilianenses). S'aprecia la glossa al marge.

La literatura castellana no neix pas amb els mesters, sinó amb les glosses, petits comentaris en prosa de textos llatins. Posteriorment aquests textos seran traduïts íntegrament al castellà i se'n faran versions autòctones, igual que passarà més endavant amb els textos hebreus i àrabs, sobretot amb l'escola de traductors de Toledo. Aquests textos tracten sobre avenços científics, assajos i cròniques historiogràfiques, ente les quals destaca la Crónica General d'Alfons X.
Dins de la ficció, cal destacar el paper del conte o exemplum (narració breu amb caràcter moral), que es transmetia dins d'obres més extenses o en reculls independents, com ara Calila e Dimna (faules orientals) i sobretot El Conde Lucanor. Aquest llibre atorga un marc comú als diversos contes, que consisteix en un diàleg entre el comte del títol i el seu conseller, Patronio, qui educa el noble a partir dels relats, que exemplifiquen els casos problemàtics amb què es troba el comte. Aquest esquema serà molt copiat per altres reculls de contes en diverses llengües.
Al segle xiv apareix el Libro del caballero Zifar, que inaugura el gènere de la novel·la de cavalleries a Espanya. Narra en prosa les gestes del cavaller que li dona títol i que és una barreja dels cavallers cristians de la primera clerecia, els contes orientals amb la seva màgia i llegendes europees.

## La lírica
Dins de la lírica cal distingir entre la lírica popular i la lírica culta. La lírica popular va néixer amb las jarchas, cantigas i villancicos, que són cançonetes posades en una veu femenina que es dirigeix a un estimat absent o a una amiga parlant d'amor i que barregen ocasionalment el castellà amb l'àrab o el gallec. Els versos són d'art menor i si hi ha diverses estrofes apareix una tornada que es va repetint amb el tema central del poema.
La lírica culta va incorporar els ensenyaments dels trobadors als poemes recollits als cancioneros. Aquestes compilacions inclouen cançons amoroses en versos octosíl·labs, poemes elegíacs i satírics en art major i els "dezirs" o poemes narratius de mètrica variada. Els autors més importants de poesia de cançoner són Juan de Mena i el Marquès de Santillana. Aquesta poesiava desembocar en la literatura del segle xv, a cavall amb el Renaixement. Apareixen els elements propis de l'amor cortès.
L'altre gran gènere de la lírica culta és el romancero, on es recullen els romanços o composicions en vers que s'extreuen dels episodis més populars de les cançons de gesta. Així, s'amplien o intercalen episodis a les històries ben conegudes pel públic (ja que aquests poemes estaven pensats també per a la recitació oral) i s'afegeix un vessant amorós absent de l'èpica, fruit de la influència de la poesia trobadoresca i de cançoner. Els romanços anomenats vells són els pròpiament medievals i inspiraran durant l'Edat Moderna a autors que crearan els romanços nous, amb la mateixa base pseudohistòrica.

## El teatre
No existeix teatre pròpiament dit en la literatura castellana medieval, però sí representacions intercalades dins altres actes, com per exemple representacions de passatges de les Escriptures o escenificacions per a la cort de determinats passatges èpics. Per tant, quan es parla de teatre medieval es fa usant un sentit ampli de la teatralitat, que inclou textos molt diversos.
El text més rellevant és l'Auto de los Reyes Magos, que narra el passatge dels evangelis de l'Adoració dels Reis Mags, amb afegitons de la religiositat popular, com les tradicions sobre la vida de cada rei o els dubtes que tenen inicialment sobre la natura divina de Jesús. S'hi aprecien influències d'obres similars en altres llengües.